# Лаймен (Пфальц)

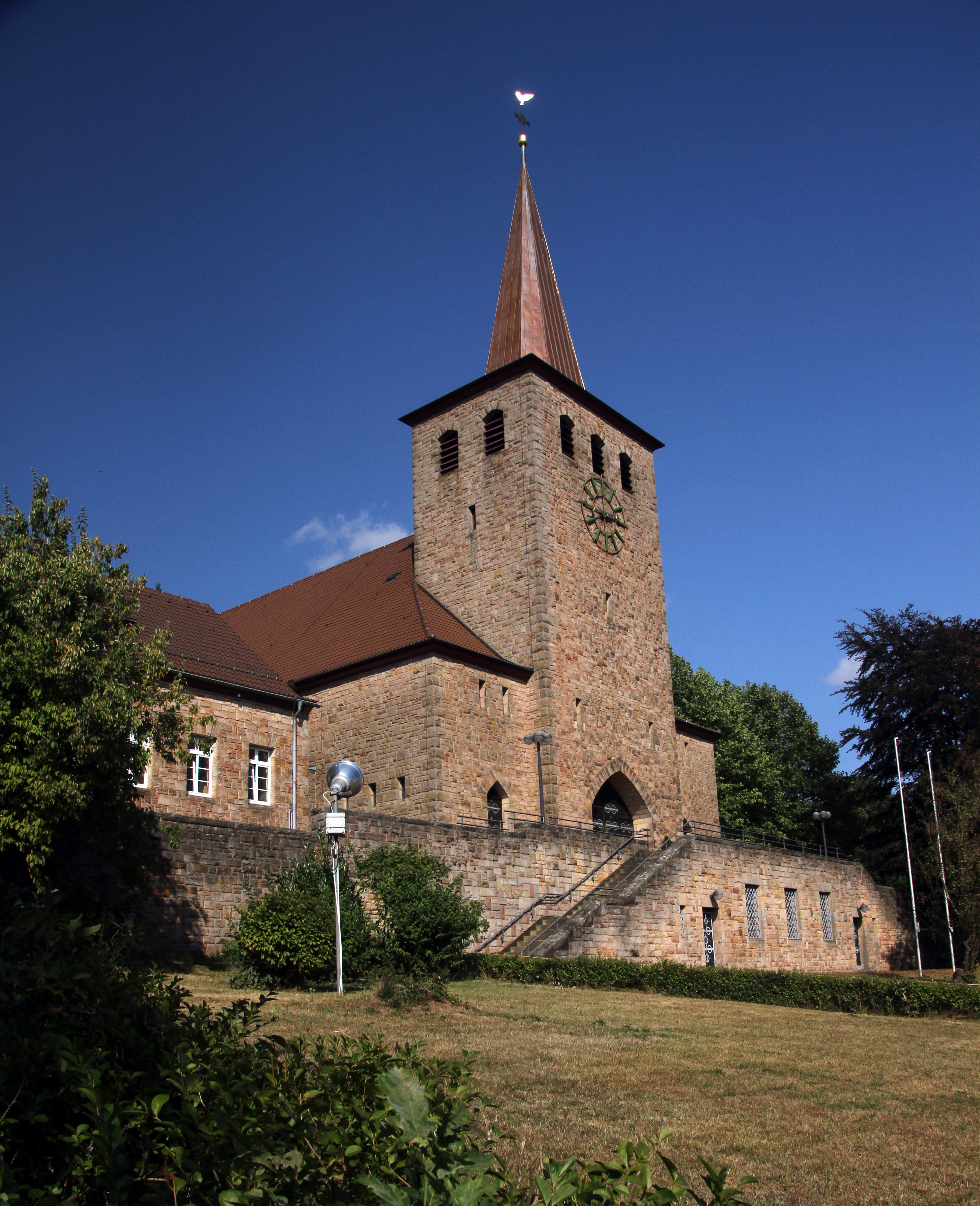

Лаймен (нем. Leimen) — коммуна в Германии, в земле Рейнланд-Пфальц.
Входит в состав района Юго-западный Пфальц. Подчиняется управлению Родальбен. Население составляет 934 человека (на 31 декабря 2010 года). Занимает площадь 29,22 км².
Город подразделяется на 2 городских района.